# Das fliegende Klassenzimmer (1973)
Der Kinderfilm Das fliegende Klassenzimmer ist ein deutscher Film des Regisseurs Werner Jacobs aus dem Jahr 1973. Er entstand nach dem gleichnamigen Roman von Erich Kästner.

## Handlung
Der kleine elternlose Johnny Trotz fliegt alleine aus den USA nach Deutschland. Dort soll ihn seine Großmutter abholen. Diese verunglückt allerdings auf dem Weg zum Flughafen bei einem Verkehrsunfall. Der Kapitän der Maschine, in der Johnny nach Deutschland geflogen ist, findet ihn verlassen, und als sich herausstellt, dass die Großmutter des Jungen verunglückt ist, adoptiert er ihn. Da er jedoch so oft unterwegs ist, kommt Johnny später nach Bamberg in das Jungeninternat des Johann-Sigismund-Gymnasiums.
Der inzwischen etwas älter gewordene Johnny hat seine Lebensgeschichte seinem Freund Uli erzählt, der ebenfalls in dem Jungen-Internat lebt. Der Lieblingslehrer der Jungen ist Dr. Johannes Bökh, den sie „Justus“ nennen. Im Unterricht von Justus kommen sie auf den Gedanken, wie schön es wäre, wenn man zu allen Punkten der Erde einfach hinfliegen könnte, statt diese nur theoretisch zu behandeln. So kommt Johnny auf die Idee, auf seiner Schreibmaschine ein Theaterstück zu schreiben. Der Titel des Stückes lautet: Das fliegende Klassenzimmer.
Die Jungen müssen bei Professor Kreuzkamm ein Diktat schreiben. Die Diktathefte gibt dieser seinem Sohn Rudi mit. Auf dem Weg nach Hause wird Rudi von einer Gruppe Realschüler überfallen. Sie kidnappen Rudi mitsamt den Diktatheften. Die Realschüler sind schon seit vielen Jahren mit den Jungen vom Internat verfeindet. Die Diktathefte haben sie als Rache gestohlen, weil die Internatsschüler einen besonderen Fußball mit allen Nationalelf-Autogrammen aus der Realschule entwendet hatten. Justus hatte von den Schülern verlangt, diesen wieder zurückzugeben. Dieser Aufforderung ihres Lieblingslehrers waren sie auch nachgekommen, hatten allerdings vorher alle Autogramme von dem Ball entfernt.
In seiner Wohnung, einem abgestellten alten Eisenbahnwaggon, treffen die Jungen sich mit ihrem väterlichen Freund, den sie Nichtraucher nennen, weil der Eisenbahnwaggon eigentlich ein Nichtraucherabteil ist. Allerdings raucht der „Nichtraucher“ ziemlich stark. Durch den Postboten, der einen Brief überbringt, erfahren sie seinen richtigen Namen: Dr. Robert Uthofft. Der Nichtraucher berät die Jungen beim Zwist mit den Realschülern – er schlägt vor, dass jeweils nur ein Junge aus den beiden Gruppen kämpfen soll. Wenn der Internatsschüler gewinnt, sollen diese die Diktathefte samt Rudi wiederbekommen. Gewinnen der Realschüler, sollen diese einen neuen Ball mit den Autogrammen erhalten. Matz tritt für die Internatsschüler an und gewinnt auch den Kampf. Trotzdem wollen die Realschüler ihre Vereinbarung nicht einhalten. Daraufhin kommt es zum erbitterten Schlagabtausch zwischen den Parteien. Johnny, Sebastian und Matz nutzen die Gelegenheit und befreien Rudi. Dabei stellen sie fest, dass die Realschüler die Diktathefte verbrannt haben. Sebastian nimmt die Asche an sich, um sie Professor Kreuzkamm zu übergeben.
Die Internatsschüler versuchen, sich heimlich zurück in das Internat zu schleichen – dabei werden sie von ihrem Tutor Theodor Laban, genannt „der schöne Theodor“, erwischt und zu Justus gebracht. Der ist enttäuscht von den Jungen, weil diese ihn nicht um eine Ausgangserlaubnis gefragt hatten. Zur „Strafe“ müssen sie zwei Stunden bei ihm verbringen. Justus erzählt den Jungen während dieses Hausarrests eine Geschichte. Es ging um einen Jungen, der vor dreißig Jahren im Internat lebte. Die Mutter des Jungen erkrankte schwer. Da sie aber in ein Krankenhaus in der Nähe des Internats verlegt wurde, konnte ihr Sohn sie besuchen. Allerdings wagte er nicht, sich seinem Lehrer anzuvertrauen, und schlich immer wieder heimlich aus dem Internat fort. Schließlich wurde er zur Strafe eingesperrt, aber sein Freund verbüßte für ihn die Strafe, damit er weiterhin seine Mutter besuchen konnte. Es stellt sich heraus, dass diese beiden alten Freunde Justus und der Nichtraucher sind. Sie haben sich allerdings aus den Augen verloren. Dr. Uthofft hatte seine Tochter und seine Frau verloren. Danach war er spurlos aus der Stadt verschwunden. Diese Geschichte sorgt dafür, dass Laban großzügiger und wesentlich toleranter bei der Überprüfung von Ausgängen der Jungs wird.
Die Kinder sorgen dafür, dass sich die beiden treffen. Justus versucht, den Nichtraucher zu überzeugen, wieder seinen alten Beruf als Arzt aufzunehmen. Dieser ist allerdings dazu nicht bereit. Uli wird Opfer eines Streiches seiner Mitschüler: sie haben ihn in einem Papierkorb an der Decke aufgehängt. Davon ist Prof. Kreuzkamm ebenso wenig begeistert wie von der Tatsache, dass die Diktathefte verbrannt sind. Zur Strafe lässt er die Jungen ein sehr schweres Diktat schreiben und nimmt anschließend die Diktathefte zur Sicherheit selbst mit. Uli reicht es nach dem neuen Streich endgültig, zumal er auch noch wegen seiner Mädchenrolle in der geplanten Theateraufführung gehänselt wird. Er sagt seinen Mitschülern, dass er etwas Besonderes machen wird, um seinen Heldenmut zu beweisen. Tatsächlich sehen sie später Uli an einem Fenster des Schulgebäudes. Von dort lässt er sich mit einem aufgespannten Regenschirm als Bremse herunterfallen, verletzt sich aber. Zum Glück sind Dr. Uthofft und Justus in der Nähe: der Nichtraucher besinnt sich auf sein Können und rettet in einer Notoperation das gebrochene Bein von Uli.
Nachdem sich die Aufregung um Uli etwas gelegt hat, taucht das nächste Problem auf. Die Eltern von Martin sind in Mombasa, um sich dort eine neue Existenz aufzubauen. Da sie finanzielle Rückschläge hinnehmen mussten, haben sie kein Geld, um Martin in den Sommerferien zu sich zu holen. Ein Wiedersehen ist möglicherweise erst wieder an Weihnachten möglich. Daher soll Martin als Einziger die Ferien im Internat verbringen. Zudem steht noch die Aufführung des Theaterstücks „Das fliegende Klassenzimmer“ an. Da Ulis Eltern zu spät kommen, können sie das Theaterstück nicht sehen – Uli erzählt ihnen daher den kompletten Inhalt. Im Stück kann die Klasse mit einem Flugzeug in alle Teile der Erde fliegen. Im letzten Akt landen sie sogar im Himmel. Der Schluss des Stückes ist die Erkenntnis, dass das Fliegen nur ein schöner Traum ist. Doch die Eltern von Uli kommen auf die Idee, die ganze Klasse zu einer Flugreise einzuladen, um den Traum Wirklichkeit werden zu lassen. Uli schlägt als Reiseziel Mombasa vor, damit Martin seine Eltern wiedersehen kann. Daher fliegt die Klasse am Ende nach Mombasa – und der Nichtraucher, der inzwischen als Arzt in der Klinik arbeitet und nur noch am Wochenende im Eisenbahnwaggon wohnt, fliegt mit seiner neuen Lebensgefährtin, der Schulschwester Beate, nach Venedig.

## Besonderheiten
Die Verfilmung von 1973 ist eine farbige Neuverfilmung des Films von 1954. In dieser Verfilmung wurde die Handlung in mehreren Punkten verändert:
- Die Geschichte von Erich Kästner wurde vom Winter (Weihnachtszeit) in den Sommer verlegt.
- Die Eltern von Martin sind nicht arbeitslos, sondern versuchen sich in Afrika etwas Neues aufzubauen (wahrscheinlich sind sie Farmer).
- Der Ziehvater von Johnny ist nicht Handelsflotten-, sondern Flugzeugkapitän bei der Lufthansa.
- Johnny wurde nicht von seinem Vater nach Europa geschickt, wo es keine Verwandten gibt, damit der Vater ihn los ist. In dieser Version der Geschichte verunglückt Johnnys Großmutter auf dem Weg zum Flughafen und kann ihn deshalb nicht abholen.
- Am Ende der Geschichte bezahlt der Vater von Uli für die gesamte Klasse einen Flug nach Afrika, um Martins Eltern zu besuchen und das „Fliegende Klassenzimmer“ Wirklichkeit werden zu lassen.
- Der „Nichtraucher“ Dr. Uthofft spricht davon, dass er im „Tollen Hund“ Klavier spielt. Dabei handelt es sich um die berühmte historische Brauereigaststätte Schlenkerla in Bamberg.

Zudem übernimmt in der Neuverfilmung Johnny die Rolle des Martin als Anführer, während Martin auf seinen Fleiß und das „Elternproblem“ reduziert wird. Sebastians Arroganz wird in kameradschaftlichen Spott abgemildert, was ihn sympathischer erscheinen lässt. Die Tanzpartnerin des schönen Theodor (hier Professor Kreuzkamms Tochter) wird zu seiner Freundin ausgebaut. Der Figur der Schulschwester wird die Persönlichkeit einer „Schwester Beate“ verliehen, die sich mit dem Nichtraucher liiert und am Schluss mit ihm nach Venedig fliegt, um dort Urlaub zu machen.
Im Film wird Daniel Müller, der die Rolle des Uli spielt, von Christina Hoeltel synchronisiert.
Die Lufthansa und u. a. ihr damaliges Paradestück, der Jumbojet B 747-200, werden ausgiebig und für die Handlung unnötig langen Einstellungen gezeigt. Eine so ausgiebige Darstellung würde aus heutiger Sicht als Produktplatzierung gesehen.

## Drehort

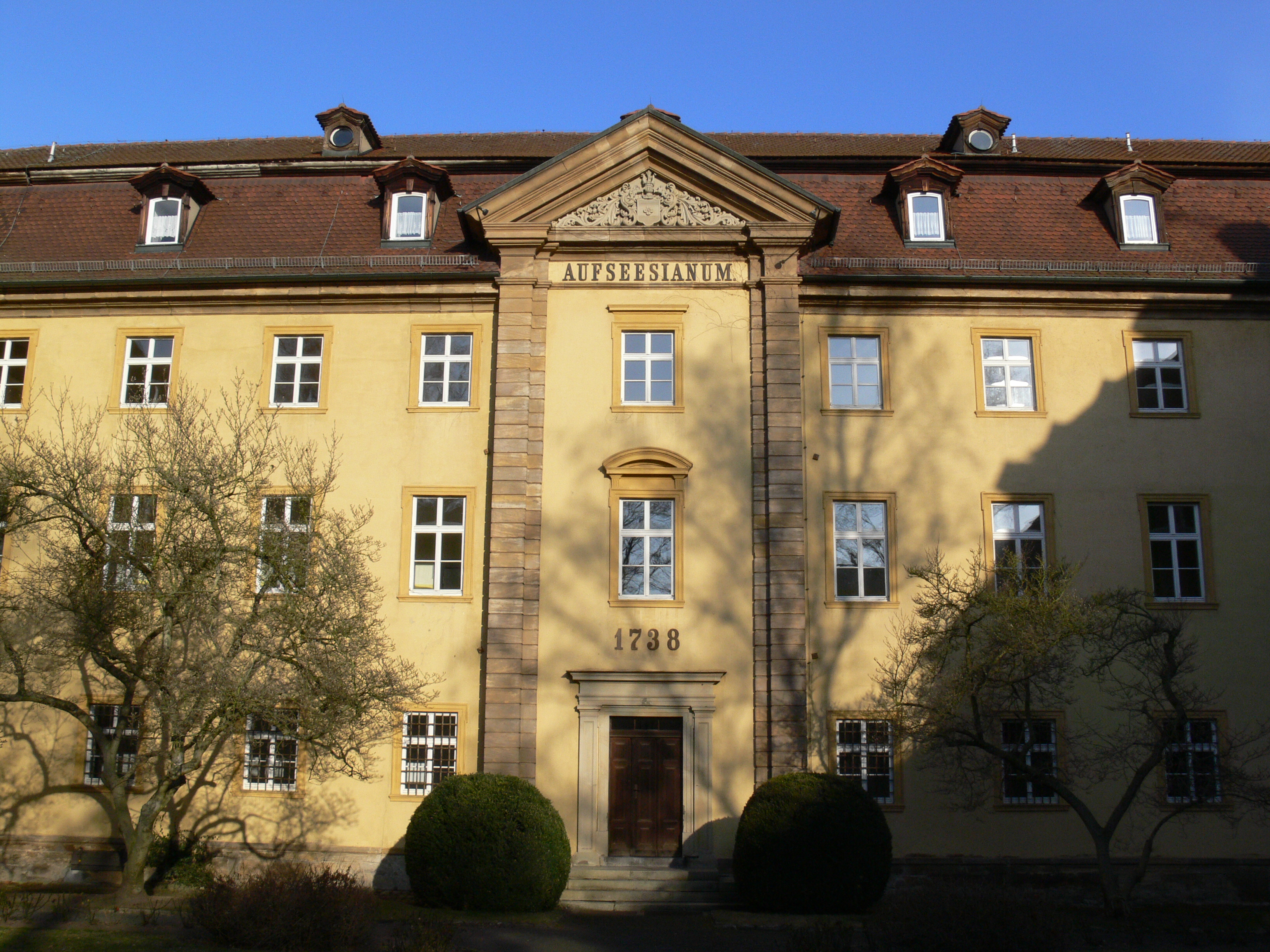
Haupteingang des Aufseesianums

Der Film wurde in Bamberg gedreht. Dabei wurden die Szenen, die innerhalb des Internats spielen, auf dem Gelände und im Gebäude des Bamberger Internats Aufseesianum gefilmt. Das fiktive Internat im Film trägt ebenfalls den Namen Aufseesianum.

## Weitere Verfilmungen
Insgesamt wurde der Roman viermal verfilmt. Siehe dazu:
- Das fliegende Klassenzimmer (1954)
- Das fliegende Klassenzimmer (2003)
- Das fliegende Klassenzimmer (2023)